# Fatiha Berber
Fatiha Berber (1945 – 2015) là một nữ diễn viên người Algérie cho nhà hát, điện ảnh và truyền hình, tên thật là Fatiha Blal.

## Đời sống
Fatiha Berber được sinh ra tại Kasbah của Algiers. Gia đình bà đến từ Legata ở tỉnh Boumerdès của Bắc Algeria.
Vào cuối những năm 1950, bà đã hát với dàn nhạc Meriem Fekkaï, trước khi học kịch tại Nhạc viện Algiers. Đạo diễn Mustapha Gribi đã cho bà vai diễn đầu tiên của mình, trong một tác phẩm chuyển thể từ Molière, những người thông thái của Les. Bà tham gia vào cuộc đấu tranh giải phóng dân tộc của Algeria.
Bà qua đời vào ngày 16 tháng 1 năm 2015 tại Paris, sau một cơn đau tim.

## Công trình

### Phim
- Taxi Hassan, dir. Mohamed Slim Riad, 1982
- Aila Ki Nass, đạo diễn. Amar Tribeche, 1990
- Le d Pokémon au féminin (Người phụ nữ như quỷ), đạo diễn. Hafsa Zinaï Koudil, 1994
- Rai, đạo. Thomas Gilou, 1995
- Prima del tramonto (Trước khi mặt trời lặn), dir. Stefano Incerti, 1999
- Aïd el-Kébir, dir. Karin Albou, 1999

### Phim truyền hình
- El Masir (Định mệnh)
- El la'ib (Người chơi), 2004
- El Badra (Hạt giống), 10/2008